# Valea Seacă, Vaslui
Valea Seacă este un sat în comuna Tătărăni din județul Vaslui, Moldova, România.